# Dani Plomer
Daniel Enrique Plomer Gordillo (Palma de Mallorca, 30 de noviembre de 1998) es un futbolista español que juega de centrocampista y su equipo es el C. F. Rayo Majadahonda de la Segunda Federación.

## Trayectoria
Nacido en Palma de Mallorca, se formó en el Centro Internacional de Educación (CIDE), el Real Club Deportivo Mallorca, la A. D. Penya Arrabal y el C. D. San Francisco. En 2017 debutó con el S. C. D. Independiente Campo Redondo, antes de jugar en Tercera División a partir de diciembre en las filas del Club Santa Catalina Atlético.
El 5 de julio de 2018 fichó por la Unión Deportiva Poblense, también de Tercera División. El 13 de agosto de 2019, después de haber marcado quince goles, fichó por el Club Deportivo Leganés "B", de la misma división.
Debutó en el primer equipo pepinero el 30 de enero de 2020, sustituyendo al descanso a Martin Braithwaite en un partido de Copa del Rey que terminó con derrota por 5-0 frente al F. C. Barcelona.
En verano de ese año abandonó el C. D. Leganés para jugar en el Granada C. F., que lo asignó a su filial, el Recreativo Granada, que se encontraba en Segunda División B. El 8 de noviembre debutó en encuentro oficial con el primer equipo del Granada, en un partido de la Primera División frente a la Real Sociedad.
El 23 de enero de 2022 abandonó la entidad nazarí para jugar en el C. D. El Ejido 2012. En septiembre de ese mismo año regresó a la U. D. Poblense antes de recalar en enero de 2023 en la Gimnástica Segoviana C. F.
Tras una temporada en la Gimnástica en la que jugó 26 encuentros y anotó seis goles, fichó en junio de 2024 por el Club Deportivo Atlético Baleares. Con este equipo participó en 25 partidos de la Segunda Federación, en los que vio puerta en tres ocasiones, y para la campaña 2025-26 se unió al C. F. Rayo Majadahonda.

## Clubes
| Club                         | País   | Año       |
| ---------------------------- | ------ | --------- |
| Club Santa Catalina Atlético | España | 2018      |
| U. D. Poblense               | España | 2018-2019 |
| C. D. Leganés "B"            | España | 2019-2020 |
| Recreativo Granada           | España | 2020-2022 |
| C. D. El Ejido 2012          | España | 2022      |
| U. D. Poblense               | España | 2022-2023 |
| Gimnástica Segoviana C. F.   | España | 2023-2024 |
| C. D. Atlético Baleares      | España | 2024-2025 |
| C. F. Rayo Majadahonda       | España | 2025-     |